# Maimai
『maimai』（マイマイ）は、セガ フェイブによって開発・運営されているアーケードゲーム（音楽ゲーム）。本項では、現在稼働中のmaimaiでらっくすシリーズについても記述する。

## 概要

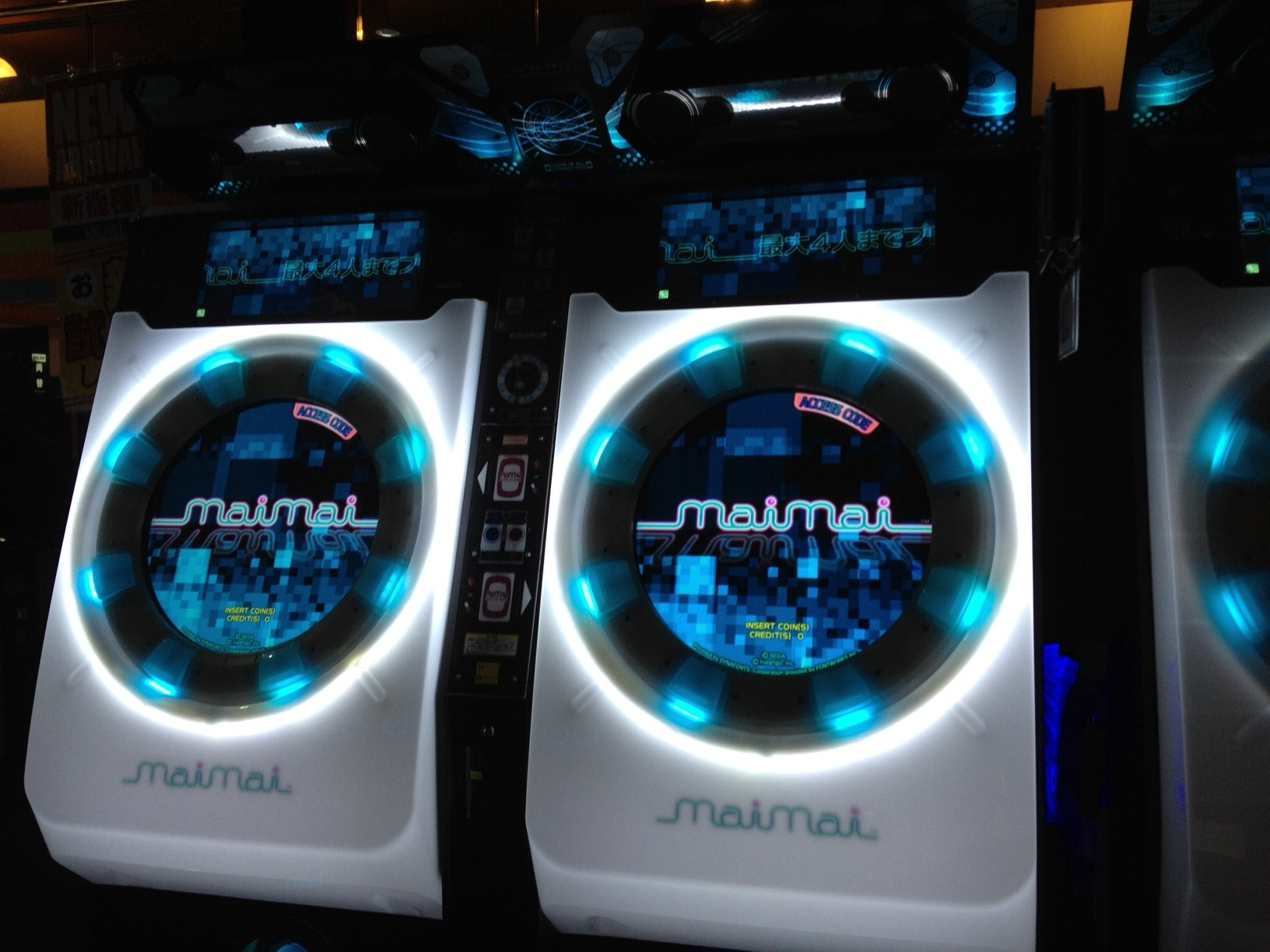
maimai筺体

セガの音楽ゲームシリーズ「ゲキチュウマイ」のひとつ。アーケードゲームとしてはとてもユニークな「ドラム式洗濯機」を彷彿とさせる形の筐体が特徴。音楽に合わせて、丸い画面を囲うように配置された８つのボタンを叩いたり、タッチパネルとなっている画面をなぞったりして遊ぶことができる。初代宣伝用キャッチコピーには「洗濯機ではありません」「水はでません」とジョークが混じっており、初代のロケーションテストでは筐体に「NO WASHING」。開発当初のコンセプトは試聴機であった。1台の筐体で同時に2人で遊ぶこともできる。
Amusement IC対応のICカードもしくはおサイフケータイ対応のスマートフォン・携帯電話を利用することで、プレイヤー情報を保存することができる。一部店舗では楽天Edyや交通系IC、PASELIなどの電子マネーで決済することもできる。
maimai FiNALE以前は筐体にプレイ動画を撮影できるカメラが設置されており、専用WebサイトであるmaimaiNETを介して直接ニコニコ動画へ投稿することが可能だった。maimai でらっくす以降は、筐体のリニューアルによって動画撮影用のカメラは廃止され、代わりにプレイ終了後に記念撮影ができるカメラが設置された。
なお、一筐体で1人プレーしている場合、ゲーム終了になるまでもう片方のデバイス操作は一切の操作を受け付けないようになっている。その際、画面には「プレーが終了するまでお待ちください」のメッセージとともにプレー中の背景映像が流れる。

## 歴代稼働シリーズ

### 日本国内
| バージョン名                    | 稼働開始日     |
| ------------------------------- | -------------- |
| maimai                          | 2012年7月11日  |
| maimai PLUS                     | 2012年12月13日 |
| maimai GreeN                    | 2013年7月11日  |
| maimai GreeN PLUS               | 2014年1月31日  |
| maimai ORANGE                   | 2014年9月18日  |
| maimai ORANGE PLUS              | 2015年3月19日  |
| maimai PiNK                     | 2015年12月9日  |
| maimai PiNK PLUS                | 2016年6月30日  |
| maimai MURASAKi                 | 2016年12月15日 |
| maimai MURASAKi PLUS            | 2017年6月22日  |
| maimai MiLK                     | 2017年12月14日 |
| maimai MiLK PLUS                | 2018年6月21日  |
| maimai FiNALE                   | 2018年12月13日 |
| maimai でらっくす               | 2019年7月11日  |
| maimai でらっくす PLUS          | 2020年1月23日  |
| maimai でらっくす Splash        | 2020年9月17日  |
| maimai でらっくす Splash PLUS   | 2021年3月18日  |
| maimai でらっくす UNiVERSE      | 2021年9月16日  |
| maimai でらっくす UNiVERSE PLUS | 2022年3月24日  |
| maimai でらっくす FESTiVAL      | 2022年9月15日  |
| maimai でらっくす FESTiVAL PLUS | 2023年3月23日  |
| maimai でらっくす BUDDiES       | 2023年9月14日  |
| maimai でらっくす BUDDiES PLUS  | 2024年3月21日  |
| maimai でらっくす PRiSM         | 2024年9月12日  |
| maimai でらっくす PRiSM PLUS    | 2025年3月13日  |

本項においては、最初にリリースされたバージョンである「maimai」を「初代」、それ以降のバージョンは「GreeN」のように「maimai」を省いたバージョン名で表記することがある。

### 海外（中国本土を除く）
2025年現在、台湾、シンガポール、オーストラリアなどアジア太平洋の13の国・地域で稼働している。韓国ではユニアナが同作の販売を担当。アメリカ合衆国・カナダではSega Amusements Internationalが販売を担当し、2025年中の生産開始を予定している。
| バージョン名                    | 稼働開始日     |
| ------------------------------- | -------------- |
| maimai でらっくす               | 2019年12月15日 |
| maimai でらっくす PLUS          | 2020年7月29日  |
| maimai でらっくす Splash        | 2021年1月29日  |
| maimai でらっくす Splash PLUS   | 2021年7月30日  |
| maimai でらっくす UNiVERSE      | 2022年1月27日  |
| maimai でらっくす UNiVERSE PLUS | 2022年7月28日  |
| maimai でらっくす FESTiVAL      | 2023年1月19日  |
| maimai でらっくす FESTiVAL PLUS | 2023年7月27日  |
| maimai でらっくす BUDDiES       | 2024年1月18日  |
| maimai でらっくす BUDDiES PLUS  | 2024年7月25日  |
| maimai でらっくす PRiSM         | 2025年1月16日  |

### 中国本土

#### 舞萌（まいまい）
セガと上海精文投資有限公司の合弁会社、精文世嘉より2012年12月17日から稼働開始。
精文世嘉の倒産に伴って、2014年でオンラインサービスを終了した。
稼働期間で、曲はmaimai Greenに更新した。

#### 舞萌DX（まいまい でらっくす）

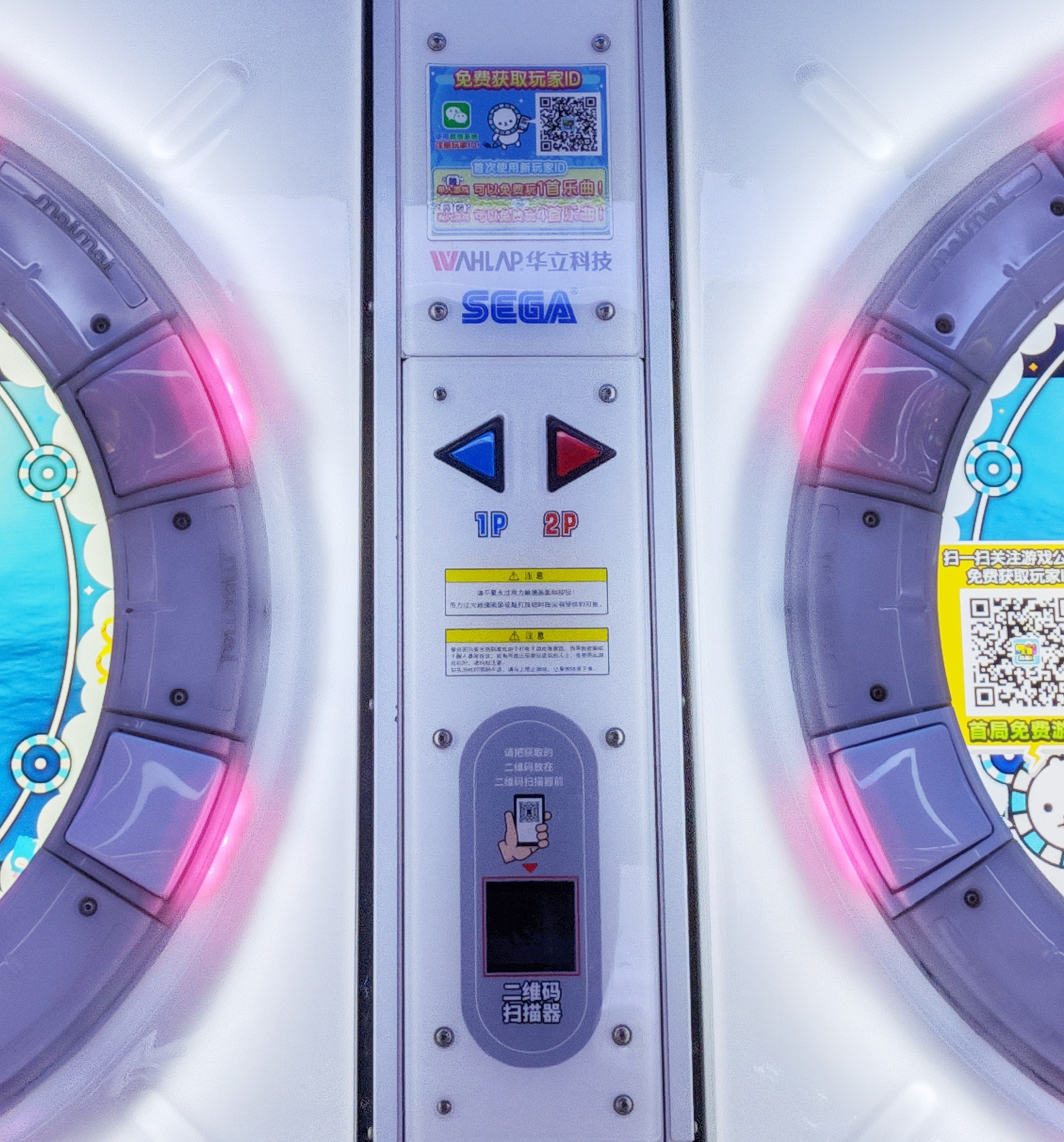
中国版筐体のQRコードスキャナー。中国本土のプレイヤーは、Aimeカードではなく、WeChat公式アカウントから取得したQRコード（基づくは仮想Aimeカード）を使用してゲームに参加する必要があります

華立科技より2019年12月5日から稼働開始。今作以降、華立科技が中国での販売を担当する。

#### 舞萌DX 2021（まいまい でらっくす 2021）
2021年4月より稼働開始。LEDの色は「maimai でらっくす Splash」のパターンに変更、なお、ベースは「maimai でらっくす」と同じ。

#### 舞萌DX 2022（まいまい でらっくす 2022）
2022年6月23日より稼働開始。LEDの色は「maimai でらっくす UNiVERSE」のパターンに変更、なお、ベースは「maimai でらっくす」と同じ。

#### 舞萌DX 2023（まいまい でらっくす 2023）
2023年6月8日より稼働開始。ベースは「maimai でらっくす FESTiVAL」にバージョンアップした。

#### 舞萌DX 2024（まいまい でらっくす 2024）
2024年6月6日より稼働開始。ベースは「maimai でらっくす BUDDiES」にバージョンアップした。

#### 舞萌DX 2025（まいまい でらっくす 2025）
2025年6月11日より稼働開始。ベースは「maimai でらっくす PRiSM」にバージョンアップした。

## 筐体
ドラム式洗濯機のような形をしており、中央に丸い形のタッチパネル、そのパネルの周囲8箇所に物理ボタンが設置されている。筐体の中央にはコイン投入口、ICカードリーダーが備わっている。システム基板としてはPCベースであるRINGEDGE2(OSはWindows XPベースのMicrosoft Windows Embedded Standard 2009)を採用している。筐体の形状モニターが２枚設置されているように見えるが、実際には1枚のモニターを外装で分けている。
RINGEDGE2ベースの筐体は「maimaiFINALE」までとなり、「maimaiでらっくす」ではALLS HX2が搭載されている新筐体への変更が行われた。OSはWindows 10 IoT Enterpriseになっている。

## ゲーム内容
各曲とも難易度はBASIC、ADVANCED、EXPERT、MASTERと一部楽曲はRe:MASTERがある。ただし、MASTER、Re:MASTER(一部の曲のみ)は事前にEXPERTでRANK S(達成率97.00%以上）以上を出さなければ解禁(プレイ)できない(スタンダード譜面だとこの制限は無い)。また、「FiNALE」以前では、EASYが存在した。でらっくす以降はでらっくす譜面と名付けられた新要素を搭載した新譜面を遊ぶことができ、こちらも難易度はBASIC、ADVANCED、EXPERT、MASTER、Re:MASTERがある。

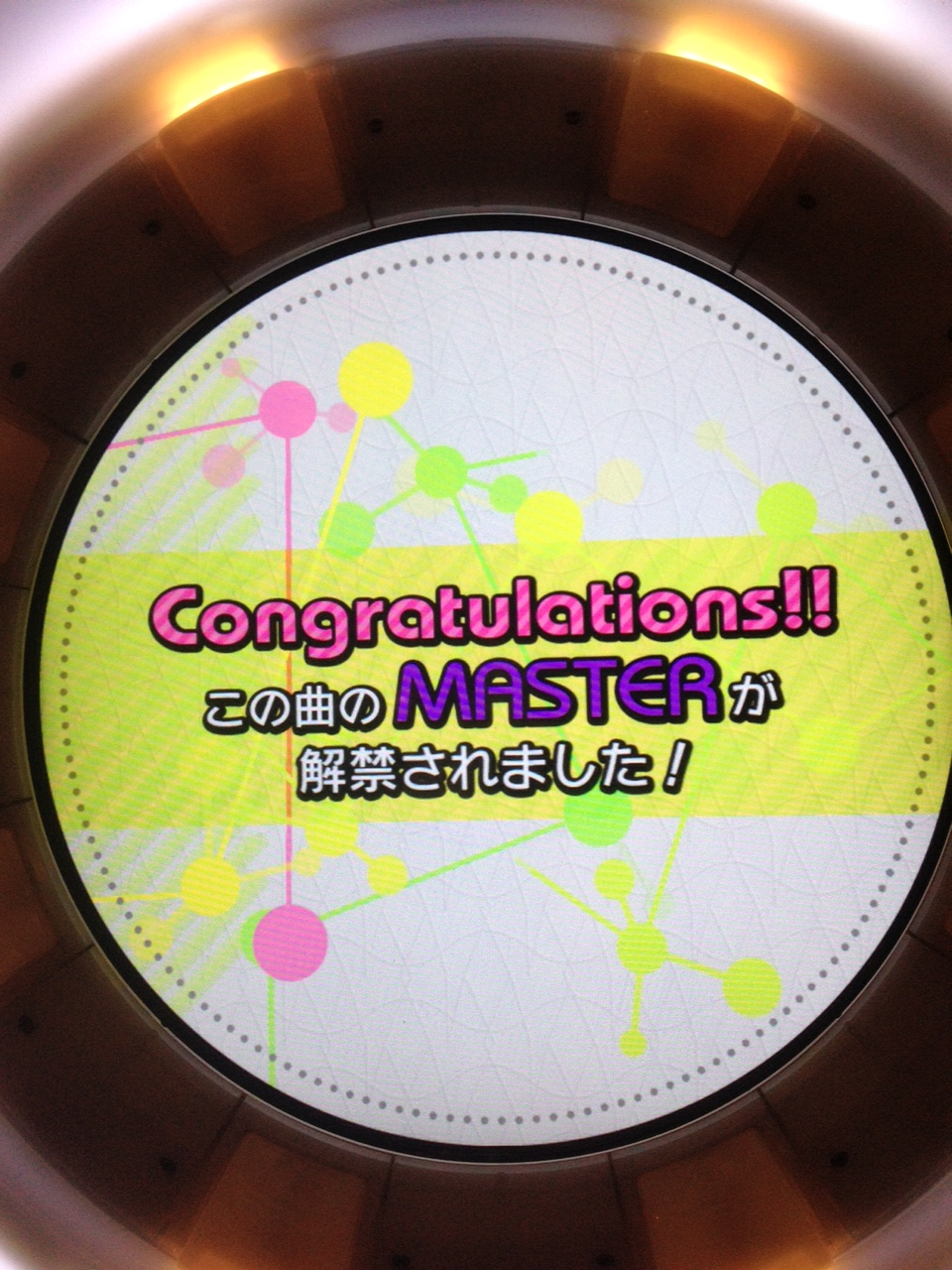
maimai GreeNにてMASTERを解禁

### プレイの流れ
1. コインを投入し、ICカードを持っている場合は上下2つあるカードリーダーのどちらか片方にICカードをかざす。上にかざすと左、下にかざすと右でプレイできる。ICカードを持っていない場合は左右どちらでプレイしたいかを筐体の画面に表示されているボタンから選択する。

でらっくすより、カードリーダーは一つに統合された。左右どちらでプレイしたいかを筐体のカードリーダーの上部にあるボタンから選択してエントリーする。
FiNALEまでのエントリー方法
1. 接続されている筐体で最大4人プレイを行うため自動的に対戦者募集画面に移行。募集を締め切りその時点で集まった人だけでプレイもできる。
2. イベントスケジュールの表示、録画についての注意事項[注釈 5]が表示される。複数人でのプレイの場合、達成率を競う「VSモード」か、どれだけタイミングを合わせることができるか「SYNCモード」を選択する。
3. カテゴリーセレクトに移行。1曲目を選択する時点でサバイバルコースもしくは段位認定コースを選択すると、特定の楽曲を4曲連続[注釈 6]でプレイし、一定の条件を満たす事により、コレクション等を手に入れることができる。
4. 曲選択画面に移行。レベル変更、各種オプションもここで行う。
5. 楽曲をプレー。
6. 一定曲数終了後、自動的にゲームオーバー[注釈 7]となる。エントリー時にICカードを使用した場合はコレクション画面に移行し、コレクション画面終了後、サーバーにプレイ時のスコアなどのデータが保存される。

でらっくす以降のエントリー方法
1. 2人プレイを行うため自動的にエントリー募集画面に移行。募集を締め切りその時点で集まった人だけでプレイもできる。
2. イベントスケジュールの表示、が表示される。そしてゲームモード選択画面に入り、曲を選択して遊ぶ「ノーマルモード」、10分間何曲でも遊べる「フリーダムモード」か、決められた4曲をプレイしてLIFEを残して遊ぶ「段位認定モード」を選択する。なお、このモードセレクトはSplash PLUSから実装された。
3. ちほー選択画面に入るので、進みたいちほーを選ぶ。期間限定のイベントちほーと常時開放のオリジナルちほーがある。
4. 使いたいチケットを選択する。2倍、3倍チケットは追加クレジットが必要で、1.5倍チケットはフリーダムモードで遊んだり、段位認定モードで何かしらの段位を合格することで手に入ることができる。たまに公式からプレゼントチケットが贈られることがある。チケットを使うことでちほーの進行を大きく進めたり、つあーメンバーのレベルを上げることができる。チケットのシステムはSplash PLUSから実装された。
5. カテゴリーセレクトに移行。決めたら曲選択画面に移行し、決定で難易度変更、そして最終画面で各種オプションやイヤホン音量、マッチングプレーなどの設定ができる。ここでお誘いプレイを有効にすると隣画面で同曲ADVANCED以下を無料プレイできる。(ただしカード使用時限定、1日1クレジットまで)
6. 楽曲をプレー。
7. プレイ後はちほーの進行が行われ、一定曲数終了後はつあーメンバーのレベルが上がる。
8. 一定曲数終了後、プレーした記録の振り返りができる。さらにそのプレーした画像をmaimaiでらっくすNETにアップロードすることができる。確認終了したらゲーム終了となる。エントリー時にICカードを使用した場合はコレクション画面に移行し、コレクション画面終了後、サーバーにプレイ時のスコアなどのデータが保存される。

なお、でらっくすからは100円あたり、一人では三曲、二人では四曲プレイできる。maimaiでらっくすNETのスタンダードコース（有料）に加入すると、一日一回のみ一人プレイでも四曲プレイできる。

### 基本ルール
画面中央から外に向かうノーツが画面縁の枠に重なるタイミングで、対応するボタンを押すか、その部分をタッチする（原則ボタン操作を推奨としている）。ノーツの種類によって操作は若干異なる。
- TAP
  - ピンク色の丸いリング型ノーツ。縁に重なった瞬間にボタンを押すかその部分をタッチする、最も基本的なノーツ。
- BREAK
  - 赤く光っているTAPノーツ。TAPの5倍もの配点を持ち、さらに細かい判定により配点が分けられている。PERFECT判定内ではよりピッタリなタイミング(でらっくすからはCRITICAL PERFECT)であれば、少しだけボーナス点が追加される。PiNKからはSLIDEノーツの始点に当たる星印もBREAKの対象になった。
- HOLD
  - 六角形状のノーツで、TAPの2倍の配点。縁に重なった瞬間にボタンを押し/タッチし続ける。始点さえ押していればMISSにはならない。
  - FiNALEまでは終点でタイミング良く離す必要があった。途中で離したり、終点を超えても押したままだと評価が強制的にGOODに下がる仕様だった。
  - でらっくすからは、最後まで押し続けていればタイミングよく離さなくても始点と同じ判定を取れるようになった。また、途中で離してしまっても再度押し直しが可能になった(ただし離している時間が長いほど評価が下がっていき、終点まで離したままだと強制的にGOODになる)。
  - 更にFESTiVALからはBREAK HOLDが追加された。始点が細かい判定となっており、終点は通常のHOLDと同じ。
- SLIDE
  - 青い星型ノーツをTAP同様、縁に重なった瞬間にボタンを押すか画面をタッチ。また画面に矢印が表示され、1拍後、その上をタップした星が移動するのでなぞるようにスライドする。始点の星型ノーツはTAP扱い(PiNKからはBREAK扱いのものも存在する)であり、矢印スライドの判定とは個別である。またスライドでの得点は始点の星型ノーツがBREAKでない通常のTAPであった場合、始点の点数はTAPと同じく、矢印スライド自身の点数はTAPの3倍。ORANGE PLUSまでは1本線だったがPiNKからは終点につれて扇状に広がっていく(終点の幅が3マス分)スライドが存在するようになった。
  - 更にFESTiVALからはBREAK SLIDEが追加された。判定は普通のSLIDEと同じ。
  - スライドの速度を表す星の回転機能がある。この設定をONにすると中央から枠に行くまで、スライド動作の長さに応じた速度で星が回転し続ける。
  - GreeNまでは「起点から3~4マス離れた所を終点」とし、そこまでの直線または外周の動きのパターンのみであった。
- EACH
  - 黄色いノーツはその2つが同時に流れてくる。「TAPとTAP」の同時押し以外にも「HOLDとSLIDE」といった異なるノーツ同士のEACHも存在する。
  - HOLDやSLIDEを含むEACHはそれらの始点だけを考慮する。HOLD/SLIDE途中での他ノーツはそれぞれ通常の扱い。
- TOUCH
  - でらっくすより登場。画面上に出現し、シャッターが閉まるタイミングで出現した所をタッチ。
  - 一部のノーツはタッチした後、派手な演出が発生する。
- TOUCH HOLD
  - でらっくすより登場。基本的に画面中央に出現し、シャッターが閉まるタイミングでタッチして、ノーツが消えるまでタッチし続ける。
  - PRISM PLUSで開催されたイベント「KALEIDX SCOPE」の最終ステージにて、画面中央以外に配置されたTOUCH HOLDノーツが初登場した。
- EXノーツ
  - でらっくすより登場。他のノーツに比べて明るく光っており、GOOD以上の評価が必ずCRITICAL PERFECTになる。
  - 更にFESTiVALからはEX BREAKが追加された。判定はEXノーツと同様だが、配点が通常のノーツより高い。

## maimaiでらっくすNET
maimaiNET（マイマイネット）・maimaiでらっくすNET（マイマイでらっくすネット）は本ゲーム用のユーザーサイトの名称で、SEGA IDとICカードの連携手続きを行うことで利用できるサービス。PCまたはスマートフォンからアクセスして利用する。
主に
- ユーザー名の変更
- サイト内でフレンドに表示されるプロフィールの変更
- ゲームオプションの設定(スピードやサウンド、レーティング・段位・クラスを表示するか否かなど)
- プレイ時のジャッジスタイルを利用するかの設定（レーティング変動を行うかの設定も可）でらっくすにて廃止
- フレンド登録しているプレイヤーの近況の確認（ALL PERFECT、FULL SYNC DX、フレンドとの達成率比較）
- 自分の成績の確認（スコア、プレイ履歴）
- 各種ランキング（でらっくすレーティング、トータル達成率、トータルでらっくスコアなど）の確認（フレンド内、店内、県別、全国）
- 録画したプレイ動画のニコニコ動画への投稿（ゲーム中に行われた録画は実際の投稿は、maimaiNETを通じて行う）でらっくすにて廃止
- （BUDDiES PLUS以降）maiマイルと各種アイテムの交換
- プレイ後の撮影した画像をTwitterへの投稿(ゲーム中に撮影した写真を投稿する場合は筐体内でアップロードをし、maimaiでらっくすNETを通じて行う)2023年4月16日にX(旧Twitter)のAPI仕様変更につき投稿機能廃止

といったことがゲーム外で行える。

### 利用権など

#### FINALEまで
- サイトの一部機能使用のために要求される利用権は以下の方法で入手できる。
  - 初回プレイ時（アップデート時）に30日分。
  - プレイ1回につき3日分。
- 利用権は獲得日を含む60日間有効である。
- 同社のゲーム「初音ミク Project DIVA ARCADE」では1ヶ月分の利用権のみを購入することができるが（購入には利用権が0日であるなど制限がある）、maimaiではできないため、プレイ回数を重ねることで利用権を獲得するしかない。
- ORANGE PLUS以前までは利用権は最長30日、「10回プレイで30日分の利用権」のプレゼントだったが、PiNKで変更され、FiNALEまで続いた。
- このmaimaiNETは2020年3月31日 18:00をもってサービスを終了し、アクセスができなくなった。その日以後はアクセスしようとするとでらっくすNETへ強制ジャンプされる。

#### でらっくす以降
- これまでの無料コースに加え、有料コースであるスタンダードコース（継続利用権のみ）が追加された。
  - スタンダードコースは、無料コースにはない、でらっくすRATINGと県別ランキング、店舗別ランキングが閲覧できる。さらにプレイ記録の並べ替えも可能。1日1回限定で、1人プレイの場合は4トラックプレイ可能。
- スタンダードコースの利用権購入は、最低2か月からの利用となり、クレジットカード決済か携帯キャリア決済のみとなる。

## 楽曲

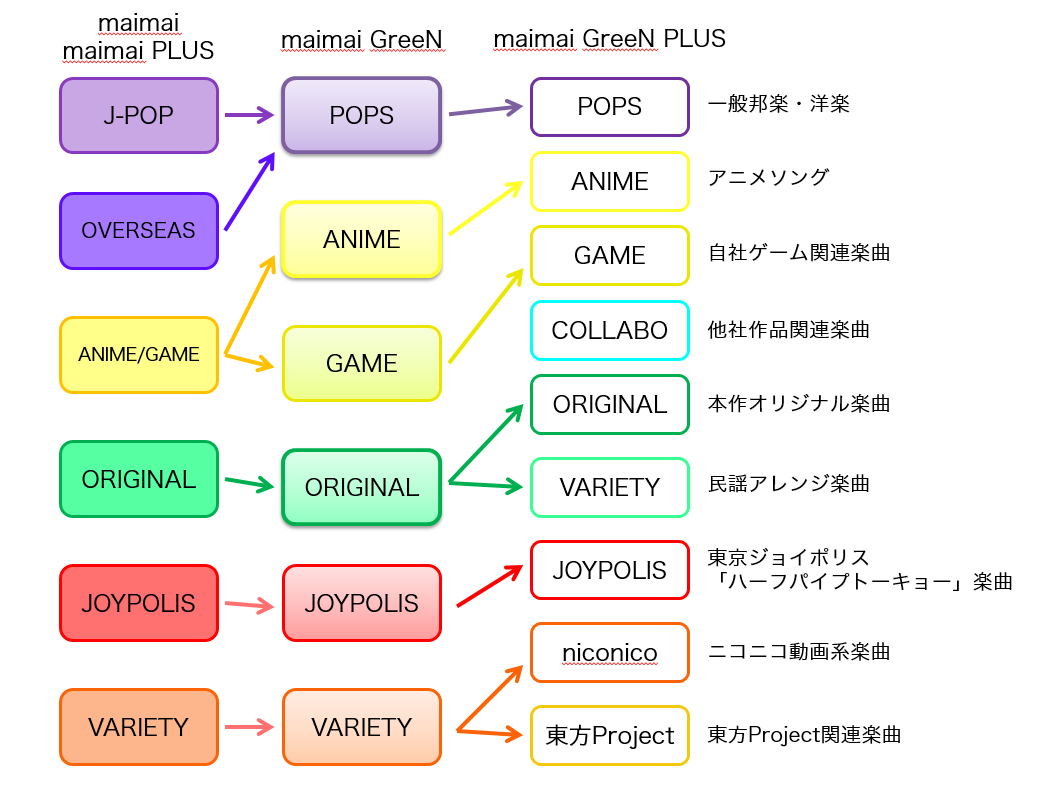
楽曲カテゴリの変化

アーティストの曲を版権曲として入れている他、VOCALOID 楽曲も収録している。曲毎に固有の背景映像が存在し、楽曲によっては原曲のPVが使用されることもある。隠された楽曲については、「PLUS」まではレベルシステムで解禁させるが、「GreeN」ではmaimile(後述)を「ORANGE」ではmusicticketを「PiNK」ではマイベリーを使って購入という形で解禁させるものとなっていた。楽曲ジャンルはバージョンアップを重ねることに統廃合されている。特に記述がない場合「PiNK」での区分。なお、ゲーム開始時に録画を許可した場合、一部楽曲はプレーの様子を録画することができ、niconicoに投稿することができる。
以下のカデコリーは初期状態の時のカデコリーセレクトとする。
- 宴会場
  - 「MURASAKi」で新設。「譜面配置がテーマに沿った高難度化、もしくは変則化」「HOLDとTAPが同時に多数出でくる」「スピードが変化する、また譜面全体ではなくノーツ別にばらばらのスピードになる」等といった極端な譜面がプレイ出来る。「でらっくす」では廃止されたが、「でらっくす BUDDiES」で復活。以前は存在しなかった「複数人プレイを前提とした譜面（2画面同時に使うものもある）」などが新たに登場した。

- 新曲だよ！

- オトモダチ対戦
- ちほーボーナス楽曲

- イベント開催中!
  - 「PiNK」で新設。コレクションが獲得できるイベントが開催されている楽曲のリスト。楽曲にはPOPS&アニメ以下のジャンルがあらかじめ設定されており、イベント終了後はそれぞれの欄に移動する。「でらっくす」で廃止。
- POPS&アニメ
  - 「PiNK」で新設。「ORANGE」でのPOPSとANIMEカテゴリを統合。「ウッーウッーウマウマ(ﾟ∀ﾟ)」「NIGHT OF FIRE」などのPOPSや、「コネクト」などのアニメソング。いくつかの楽曲はオリジナルのボーカルではなくカバーによるものである。
- niconico&ボーカロイド
- 東方Project
  - 「GreeN PLUS」で独立した、「GreeN」以前のVARIETYに収録されていた東方Projectアレンジ楽曲。
- ゲーム＆バラエティ
  - 「PiNK」で新設。「ORANGE」でのGAMEとVARIETYカテゴリを統合。セガのゲーム曲や「BMS」などのゲームソングや、ゲームミュージックトライアングルや天下一音ゲ祭などでコラボされた曲など。「でらっくす」ではバラエティに改名されていたが、「でらっくすPLUS」で再び元に戻った。
- maimai
  - 「でらっくす PLUS」で新設。「FiNALE」でのオリジナル&ジョイポリスに該当する。本ゲームオリジナル楽曲やアレンジ楽曲、そして、東京ジョイポリスのアトラクション「ハーフパイプトーキョー」に起用された楽曲などが登場するが、このカテゴリ内の楽曲は総じて難易度が非常に高い。「でらっくす」ではオリジナルに改名されていた。
- オンゲキ&チュウニズム
  - 「でらっくす PLUS」で新設。同じセガ・インタラクティブのアーケード音楽ゲーム「チュウニズム」と「オンゲキ」のオリジナル楽曲が収録されている。
- 全曲リスト
  - 「PiNK」より新設。「ORANGE PLUS」以前での楽曲選択画面になる。
- 段位認定
  - 「PiNK PLUS」より新設。1曲目楽曲選択時にのみ表示され、一定基準を満たすと段位を獲得できる。FiNALEでサバイバルコースと共にFiNALEコースへ統合により廃止になったが、Splash PLUSからはモード選択で復活した。
- チャレンジトラック
  - 1曲目からランクS以上を取り続けるか2人以上でプレイする事により最終楽曲(2人以上のプレイではTRACK1から)の選択画面で表示される。
  - ライフ1→ライフ5→ライフ10→ライフ20→ライフ50→ライフ100→ライフ300→通常解禁の順番。
  - MASTERで完走できれば、その楽曲を先行解禁できる。
  - FiNALEで廃止。
- サバイバルコース
  - 「MiLK」で新設。1曲目楽曲選択時にのみ表示され、指定された楽曲を4曲連続でプレイ。4曲クリアでコースクリアとなり報酬を獲得できる。チャレンジトラックと違い、MASTER譜面を完走できても4曲目の専用曲は常駐しない。FiNALEで段位認定と共にFiNALEコースへ統合により廃止。
- FiNALEコース
  - 「FiNALE」のみ登場。「MiLK PLUS」以前の段位認定がライフ式になったもの。でらっくすで廃止。
- PANDORA BOXXX
  - 「FiNALE」のみ登場。ゲーム内で特定の条件をクリアすることにより出現する。その際、同カテゴリー内の楽曲1曲が解放される。その他の楽曲については、それぞれ特定の条件をクリアすることにより順次解放されていく流れとなる。以降は4曲設定の場合、1〜3曲目をS以上でクリアすることにより4曲目にカテゴリー選択画面に現れ、楽曲をプレイする事ができる。
  - 基本的にチャレンジトラックの流れを汲んでいるため、LIFEの概念が存在し、チャレンジトラックと同様LIFEを残した状態でクリアした場合、次のプレイより1曲目から選曲できる、いわゆる通常解禁となる。
  - でらっくすで廃止。

## コレクション
ゲーム内で一定の要件を達成するとアイコン・称号など、プレイ環境のカスタマイズを可能とする各種アイテムを得ることが出来る。コレクションは隠し要素となっているものと存在が公表されているものがあり、期間限定で獲得できるものもある。
1度獲得したコレクションは同じ条件を満たしても再度登場することはない。
「PLUS」以前では「トロフィー」という名前だった。また到達レベルに応じ楽曲も獲得できた（楽曲解禁はマイベリーを用いて行われるようになった。詳しくは後述）。
コレクション内のカテゴリとして以下がある。
FINALEまで
- THE FIRST

初めて条件を満たした時に獲得するアイコン・タイトル。「初めてプレイ」「各難易度を初クリア」など。
- RATING

「GreeN」にて追加されたネームプレートバナー。1度でも規定のレーティングを上回れば獲得。獲得後に下回ってもペナルティーなどはない。
- MULTI PLAY

複数人数でプレイすることで達成できる条件のタイトル。SYNCモードで規定の達成率に到達したり、VSモードで規定人数に勝利することでも獲得する。
- RANK S/SS/SSS

各難易度毎に、規定の曲数Sランク/SSランク/SSSランクを出すと獲得するタイトル。
- CHALLENGE

特定の譜面やそのグループ全てなどでSランク/SSランクを出すなど、非常に高難度な条件で獲得できる隠されたコレクション。PiNKで廃止。
- SPEED

「GreeN ver.1.21」にて追加されたタイトル。マーカーの速度を1.0またはSONICにした時に、各難易度をクリア・フルコンボ・ランクS/SS/SSSそれぞれ達成により獲得。
- RANKING

「GreeN ver.1.21」にて追加されたタイトル。総合選曲ランキングで11位、77位、100位の曲をプレーで獲得（難易度不問）。PiNKで廃止。
- RANDOM

「GreeN ver.1.21」にて追加されたタイトル。ランダム選曲で特定の楽曲をプレーで獲得（難易度不問）。PiNKで廃止。
- LOG IN

「GreeN ver.1.21」にて追加されたアイコン。プレーした累計日数や一回でもプレーした連続日数が規定を上回れば獲得。
- OTHER

期間限定イベントや、「PLUS」までの限定トロフィーなど。

## シリーズ

### maimai
maimaiシリーズ初代。2012年7月11日稼働。

### maimai PLUS
2012年12月13日から順次稼働のバージョンアップ作品（新作扱いではなく、maimaiに新機能を"補完"した形となる）。前作データを引き継ぐことができるが、引き継ぎ後は初代で遊べなくなる。収録楽曲が増えるだけではなく、以下の点が追加される。
- BREAKの判定を細分化（BREAKを完璧なタイミングで叩くと100点多い2600点獲得できる）。
  - それに伴い、すべての楽曲で達成率が100%をわずかながら突破可能となり（達成率はBREAKを2500点として計算するため）、100%以上のRANK SSが追加。またRANK SとA+の間にはRANK AAが追加。
- VSモードで遊ぶ際、別々の難易度を選択できるようになった。
- 背景映像の明るさの変更、楽曲プレイ中の中央部分の表示など、演奏オプションの追加。
- アドバダイズ画面でもICカードの読み込みが可能。
- 全曲プレイ後のトロフィー一覧にて、達成度合いを%で表示（GreeNで廃止）。
- カード使用時でのプレイ時に最初に選択されている楽曲・難易度が、前のプレイ時の最後に選択した楽曲・難易度になった（初代は最初に選択されている楽曲・難易度が常に「PON PON PON」の「EASY」に固定されていた）。

### maimai GreeN
- 2013年7月11日稼動。
- 初代、PLUSが黒地に青をイメージカラーにしていたのに対し、「GreeN」ではその名の通り白地に黄緑をイメージカラーにしている。
- 「ツナガル音楽ゲーム」をテーマにし、プレーヤー同士が「ツナガル」機能の導入（自分の前後にプレーした人を自動的に登録する「maiご近所さん」など）。
- プレイヤーレベル制の廃止。代わりにスキルの目安となるレーティング制度（コナミデジタルエンタテインメントの「jubeat」でのjubilityのようなもの）の導入。
- ゲーム内通貨「maimile」（マイマイル）の導入。これを消費してコンテンツ（楽曲、フレーム、ネームプレートなど）を解禁していく。「PLUS」のデータを持っている場合、「GreeN」移行時に到達していたLEVELに応じたマイルを獲得できる（初回のみ）。
- 成績発表のときの、TAP・HOLD・SLIDE・BREAKなどの表記が、Tap・Hold・Slide・Breakへと変わった。
- 今作では遊べなくなった、いわゆる「削除曲」は無し。「PLUS」で遊べた曲はすべてプレーできる。レベル・伝導によって解禁されていた曲は「GreeN」ではすべて初めから遊ぶことが可能。
- 一部の称号･アイコンが獲れなくなった。これらは、PiNKにてまとめて削除された。
- 楽曲の難易度を11段階に拡張（2013年10月24日に追加された楽曲で更に「レベル12」が登場）。また難易度の数値設定も修正。
- 選曲画面で楽曲情報の左側にもジャケット写真を表示（これまでは選択時の楽曲のジャケットが背景にのみ映っている）。
- 楽曲の絞り込み機能（収録バージョンごと、獲得ランクごと、録画可否ごとなど）及び選曲回数ランキング（上位5位）への切り替え機能の実装。
- maimaiNETで設定・変更していたプロフィールアイコン・称号は、今作から筐体でプレー終了時に変更するようになった（次プレー以降に適用される）。代わりにmaimaiNETからの変更は出来なくなった。
- このバージョンからMURASAKi PLUSまでのゲーム内ガイドボイスは浅川悠が担当している[18]。
- 最終プレイ日が2013年7月10日以前の譜面や、取得日が2013年7月10日以前のごほうびはすべて、2013年7月10日に統一された。

### maimai GreeN PLUS
- 2014/1/31よりロケテスト実施（池袋・新宿・秋葉原）。2月26日より順次稼働。
- 難易度の上限は12のまま変わらないが表記上の難易度の調節。
- 楽曲ジャンルの再統廃合（variety→niconico、東方Project 等）。
- 選曲ランキングで6位以降の楽曲を表示。
- 選曲画面で期間限定イベントの詳細（各種カスタマイズアイテムの入手方法など）が楽曲ごとに表示。
- HOLDの形が六角形に変更され、TAPとの判別がしやすくなった。
- SLIDEのパターンが増加し、従来の「3～4ボタン間隔で円周線または直線」というパターンに縛られない形状が登場。「GreeN」以前に収録された曲は「デコボコ体操」のスライド以外に変更なし。
- BREAK、SLIDEの効果音のカスタマイズ・コレクションが追加。
- コレクション画面で楽曲→アイコン→タイトル→…と一方的な切り替えしか出来なかったが、双方に切り替えできるようになった。また、切り替えが早くなった。
- コレクション画面で終了させるボタンをタイムカウントを早くするものに仕様を変更。
- 今日のmaiフレンドボーナスがまとめて表示されるようになった。

### maimai ORANGE
- 2014年6月5日発表。9月18日稼働。
- 楽曲ジャンルの再編（カテゴリの新設・廃止はないが「maiムmaiム」がORIGINALからCOLLABOに移動など）
- やりこみ要素として「maiCHALLENGE」モードの追加。
- 楽曲の解禁方法をmaimaileからミュージックチケットに変更（楽曲の解禁のために他のカスタマイズアイテムの購入を我慢するユーザーが多かったため、楽曲解禁を独立させた）。
- 選曲画面でモニターを上下になぞることで瞬時にカテゴリを切り替える「スライドスキップ」機能の追加。
- 選曲画面で楽曲並べ替え機能の向上（あいうえお順の追加）に伴い、絞りこみ表示の廃止（楽曲並べ替えのひとつ「maiリスト」にそのまま移動）。
- レベルやプレー傾向に基づいた「おすすめ楽曲提案機能」の追加。
- 1人プレー時、空いている片方に表示される「プレーが終了するまでしばらくお待ちください」のメッセージに英語が追加。センターモニターの上下に日本語・英語が交互にスクロール表示される。
- 録画映像にプレー内容によってセリフが変化する「実況機能」の追加。
- EASYの難易度に4、BASICの難易度に6が追加。
- スピードが0.5刻みで変更できるようになり、1～10まで選べるようになった。
- 選曲画面で上画面のAchievement Rateおよびスコアの表示を消すことができるようになった。
- 選曲画面で曲名が長い場合、2行以上で表示されるようになった。
- コレクション画面でのスクロール速度の向上。
- この作品より、フルコンボ達成すると、歓声があがるようになった。

### maimai ORANGE PLUS
- 2015年3月19日稼働。
- シリーズ初となる一部ライセンス楽曲の削除。
- 新難易度「Re:MASTER」（リマスター）の新設。
- 選曲画面で譜面制作者の表示。
- Track数の表記が変更。各店舗の設定曲数がわかりやすくなった（Track1→Track1/3、Track4→Bonus Trackなど）。
- 成績発表のときの曲名表記が大きくなった。
- レーティングに基づく店舗内ランキングの実装。毎週木曜日に更新され、ベスト3のユーザーはプレー中の上画面に演出が追加される。
- コレクション画面でのスクロール速度を遅くした代わりに、選曲画面で使用できるスライドスキップを使用できるようになった。
- コレクション画面で獲得したばかりのコレクションを一括表示する「NEW GET」カテゴリの追加。
- maimaiNETでレーティング表示を非表示にしている時、筐体でも一切表示されなくなった（表示されないだけでレートの増減は計算される）。
- エントリー画面などで「ボタンを押してください」のメッセージにボタンを押すアニメーションの追加。

### maimai PiNK
- 2015年10月13日発表、同年12月9日稼働。
- 新規Aimeで遊んだ場合は1プレイが無料になった（選択制）。
- 成績発表のときのRatingの表記が、RATINGへと変わった。
- ユーザーの増加に伴うサーバーの負荷対策の一環として、ネームプレート・フレーム・アイコン・称号の大幅な削除。
- ボーナストラック廃止。
- 「maiCHALLENGE」モード廃止。橙の各プレートは、その段位の対象曲すべてでランクS以上ならば獲れるようになった。
  - ORANGE、ORANGE PLUSでは、「maiCHALLENGE」をmaimileで交換後の一定期間内に獲らなければならなかった。
- SLIDEの始点にBREAKを兼ねたノーツの登場。
- 複数の終点を持つSLIDEノーツの登場。
- 「マイベリー」としてmaimileとmusic ticketを再統合。
  - この作品で、CLEAR・FULL COMBO・ALL PERFECT・100%SYNCによるボーナスが廃止され、新曲初プレイのボーナスのみとなった。
- 達成率に応じたランクの微変更。
  - AとBの±の評価がなくなり、新たにEとF、AAA、SSSが追加。
  - 達成率97%でS、達成率100%でSSの所、達成率97%でS、達成率99%でSS、達成率100%でSSSに変更された。
- 曲を選んでから難易度が選べるようになった。
  - ランダムでも同様。
- 「もどる」機能の追加。一度選んだ曲の選び直しが可能になった。
- イベントコースの追加。
- チャレンジトラック（規定回数以上Great以下の判定を出すと強制終了するモード）の追加。
  - 1曲目からランクS以上を取り続ける、もしくはRATING7.00以上の人と2人以上でプレイすることにより、「チャレンジトラック」が登場。
  - クリア条件を達成することで、曲が先行解禁されるようになる。4週間経てば通常解禁となる。
- ORANGE PLUSでmusic ticketとの交換が必要だった曲はすべて初めから遊べるようになった。
  - Re：MASTER譜面については、未解禁の場合、MASTER譜面をランクAクリアすれば遊べる。
- ☆×7以上の難易度で、同レベル内でより難しい譜面には「+」が付くようになった。
  - 例：7+など。
- 一部の曲がジャンル再統合。

### maimai PiNK PLUS
- 2016年6月30日稼働。
- チャレンジトラックのLIFE数の緩和。PiNKでは毎週木曜日のみ緩和で1→5→50→100だったが、今作は月曜日（4週目除く）にも緩和され、1→5→10→20→50→100→300となった。従来通り、各曲の初登場日から28日後に通常解禁となる。
- 段位チャレンジ廃止。代わって、RATING5.00以上の人のみ1曲目に選べる「段位認定」モード新設。
- 1曲目のみに選べる「イベント」モード新設。
- FULL COMBO(ALL PERFECT、100%SYNC含む)のアナウンス後も、画面中央の「コンボ」または「達成率」または「スコア」が消えなくなった。
- 稼働後の2016年7月7日より、オプションに「トラックスキップ」追加。
- リザルトの達成率のゲージにて、ランクA、SSSの他、AA、AAA、S、SSにも目安マークが付いた。
- 録画の「実況機能」が廃止。

### maimai MURASAKi
- 2016年12月15日稼働。
- 成績発表、演奏画面のときの、Tap・Hold・Slide・Breakなどの表記が、PLUS以来、TAP・HOLD・SLIDE・BREAKへと戻った。
- 通貨が、マイベリーから舞ZENNYへ替わった。
- 「宴会場」が追加された。ボツになった譜面などをプレイすることができる。最大レート7.00以上かつ最終TRACKまでSランク以上クリアで遊べる。なお、複数人でプレイする際には、プレイヤーの内の1人以上のレーティングが7.00以上であれば1曲目から遊ぶことが出来る。「チュウニズム」におけるWORLD'S ENDを輸入した形となる。
- 2人以上で遊んだ場合、MISS以外の判定がカウントされるFEVERが追加。その曲を一緒に遊んだ全員がFULL COMBOの場合、MAX FEVERとなる。
- 100%SYNC達成の瞬間、PiNK PLUSまでは「100%SYNC」だけが画面に出ていたが、今作からはFULL COMBOと100%SYNCまたはALL PERFECTと100%SYNCが同時に出るようになった。
- レーティングの算出方法が変更された。
- MASTER譜面、Re：MASTER譜面が「EXPERT以上 ランクS以上クリア」で同時解禁できるようになった。
- チャレンジトラックのそのLIFE数の日数変更。今作から、2日ごとにLIFE数が1→5→10→20→50→100→300となった。14日後に通常解禁となる。
  - 3日目のLIFE5以降、2人以上のプレイにて、挑戦者のいずれかが最大RATING7.00の場合、TRACK1からできるようになった。
- 1回のゲーム内で動画をアップロードした後でも、動画の撮り直しができるようになった。
  - ただし、2つ以上アップロードした場合、先にアップロードをした方のが消される。
- ADVANCEDの難易度に9、MASTERの難易度に13が追加。
- ORANGE PLUSから恒例だったRe：MASTER譜面追加は、今作は行われなかった。

### maimai MURASAKi PLUS
- 2017年6月22日稼働。
- スコアネームが、半角表記から全角表記へと変わった。
- 「イベントコース」をプレイ回数制からスタンプカード制へ変更。
  - MURASAKiのときは、報酬の最大は5つで、1つ手に入れるのに1プレイずつ必要だった。
- 「乙姫の部屋」が追加された。舞ZENNYを使用する。
- コレクション購入時の購入確認画面を削除した。
- MASTER未解禁表示を追加した。
- コレクションランダムSET機能を追加した。所持しているコレクションの中からランダムでセットできる。
- ADVANCEDの難易度に9+、EXPERTの難易度に11+が追加。
  - 稼働当時は、ADVANCED9+、EXPERT11+の両方を満たす楽曲はなかった。
- ランキング表示のうち、店舗別・都道府県別が廃止され、全国のみとなった。
- MURASAKiで一旦休止されたRe：MASTER譜面追加が復活。
- 最終プレイ日が2017年6月22日以前の譜面や、取得日が2017年6月22日以前のごほうびはすべて、2017年6月22日に統一された。

### maimai MiLK
- 2017年12月14日稼働。

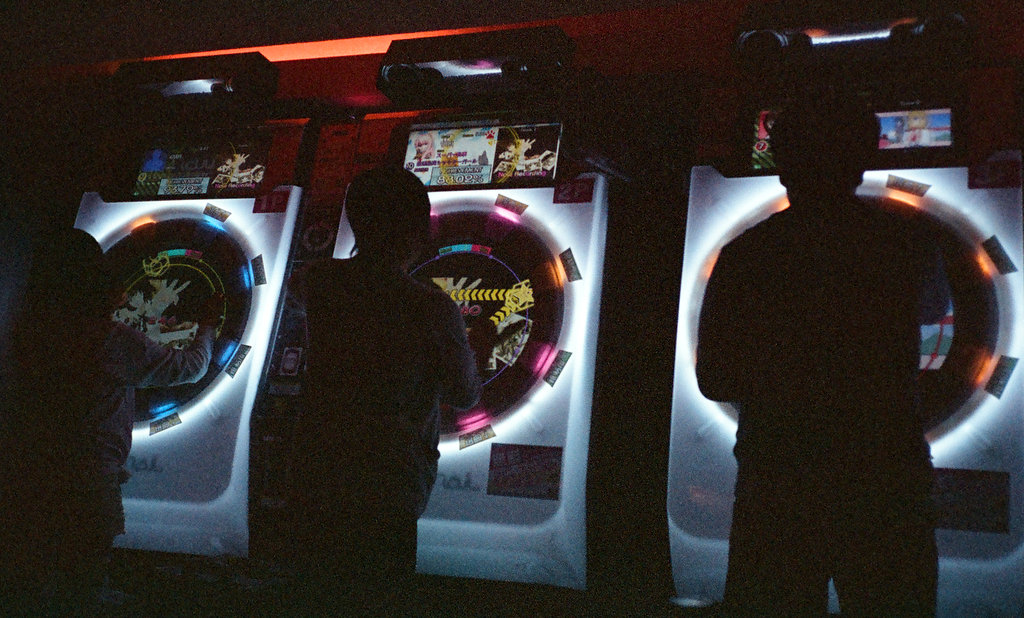
Maimai MiLK.

- パートナーセレクトの導入。1ゲーム毎に、ラズ・シフォン・ソルトから好きなキャラクターを選べる。終了後、選んだパートナーがレベルアップ。パートナーレベルの合計が、トータルレベルとして表示される。
- TRACKとTRACKの間に、maimaiに関する小ネタが表示されるようになった。
- 段位認定、宴会場、チャレンジトラックのレーティング制限が撤廃
- チャレンジトラックカテゴリ内のみ、MASTER解禁をしていなくても、MASTERが遊べるようになった。
- イベントコースが廃止され、代わりにサバイバルコースが追加。
- 通貨が、舞ZENNYからチーズへ変更。
  - 通常プレイでもらえるのは「チーズのカケラ」であるが、これを20個貯めるとチーズに変換され、各コレクションを購入できる。
  - PiNKからMURASAKi PLUSまでの新曲ボーナスは各曲毎の初回プレイしか獲れなかったが、今作からは同一曲を何回選んでも新曲ボーナスを獲れるようになった。
    - 通常は1TRACK/チーズのカケラ3個だが、(+2)の曲(新曲)では更に2個もらえる。
    - 2P以上でプレイするとフレンドボーナスとしてチーズのカケラが1つ追加でもらえる。
    - なお、このボーナスはカテゴリ「NEW MUSIC」内の曲限定（Re：MASTER追加曲除く）。

  - GreeN以降恒例だった、毎週木曜日起点の週間ボーナスは廃止された。

### maimai MiLK PLUS
- 2018年6月21日稼働。
- パートナーに乙姫が追加。
  - 乙姫の初期パートナーレベルは、MURASAKi PLUSでの乙姫の部屋の献上額に応じて変動する。
    - 当時貢いでいない人や、初プレイがMiLK以降の人はLv1からスタートとなる。
- パートナーレベルのLv2～99のノルマが変更された。
- チーズのカケラの付与が、1TRACK/3個から、1TRACK/7個へ変わった。
  - (+2)表記の曲をプレイすると更に2個もらえる。
- サバイバルコースの難易度が4段階になった。
  - 1～3曲目はコースに対応したバージョンでの収録楽曲の一部からランダムで選ばれる。
  - 4段階の難易度中、4曲目がRe:MASTERになっている難易度のコースをクリアすることで、そのRe:MASTERが先行解禁できる。
  - 完走時のチーズ5個付与のボーナスが、日付が変わるとリセットされ、毎日もらえるようになった。
- 達成率に応じたランクのS、SS、SSSに「+」が追加。
  - 達成率97%でS、達成率99%でSS、達成率100%でSSSのところ、達成率97%でS、達成率98%でS+、達成率99%でSS、達成率99.50%でSS+、達成率100%でSSS、理論値でSSS+に変更された。
  - これにより、レーティングの算出方法が再び変更された。
- maimaiをプレイすることでもらえるプレゼントイベントの実施。
  - 1曲プレイするごとにポイントが付与され、一定のポイントに達すると、でかアイコン・フレーム・ネームプレートのコレクションが順に獲得できる。
    - その日の初回プレイのTRACK1では更に20ポイント付与される。また、(+1)表記の曲をプレイすると更に1ポイント付与される。

### maimai FiNALE
- 2018年12月13日稼働。
- RINGEDGE2ベースの筐体では本作が最終となった。また稼働開始直後に次回作の『maimai でらっくす』の概要が明らかにされたため、本作のみ『PLUS』バージョンは作られていない。
- 「宴会場」が、GUESTプレイの人もTRACK1から選べるようになった。
- パートナーにしゃまとみるくが追加。
- ラズの観察日記追加。
  - maimaiをプレイすると、その次の日から3日間、以下のボーナスが発生する。
    - すべての曲でMASTERが遊べる（Re:MASTER除く）。
    - レーティングが下がらなくなる、「レーティングガード」が発生する。
- 段位認定とサバイバルコースが廃止され、FiNALEコースに統合された。
- チャレンジトラック廃止。
- 稼働後の2018年12月18日より、PANDORA BOXXX追加。
  - 143日後の2019年5月10日に、PANDORA BOXXX初出曲にRe:MASTER譜面が追加された。
- EASYの難易度に5と6、BASICの難易度に7+、ADVANCEDの難易度に10+、EXPERTの難易度に12と12+、MASTERの難易度に13+、Re:MASTERの難易度に13+と14が追加。
- 2019年7月5日に公式に最終アップデートが行われた。
- 2019年8月31日をもってプレゼントイベントが終了したことにより、2019年9月1日に、チーズのカケラのFiNALE新曲のボーナス付与が廃止。
- 2019年9月3日午前7:00[注釈 8]をもってオンラインサービスが終了した。
  - その日以後は、POPS&アニメ、セガ、オリジナル&ジョイポリスの各一部を除いて多くの曲がプレイ不可能になった。更に、パートナーはゲストプレイ同様ラズ固定になり、演奏画面のPVおよびジャケットがなくなった。
  - 筐体からの動画撮影もできなくなった。

### maimai でらっくす
- 2019年7月11日稼働開始。本作から新筐体となり、イヤフォンジャックが搭載される。また、筐体の上部に「思い出カメラ」が搭載され、プレイヤーの顔を撮影することが出来る。
- 新筐体にともない前作まで使用されていたRINGEDGE 2からALLS HX2へシステム基板が変更。
  - これに伴い、ネームプレート・フレーム・アイコン・称号が大幅に削除。
  - 筐体からの動画撮影ができなくなった。
- FiNALEコース、PANDORA BOXXX、通貨「チーズ」が廃止。PANDORA BOXXX解禁曲は一般開放された。
- パートナーレベル、TOTALレベルが廃止。
- 新ノーツ「EXノーツ」「タッチノーツ」「タッチホールドノーツ」の追加。
- 2クレジットで10分間遊び放題となる「フリーダムモード」が追加される。
- カードメイカーに対応。「でらっくすパス」を発行することができ、それにより未解禁であってもMASTERがプレイ可能になったり、前述の「フリーダムモード」の制限時間(初期値は10分)の延長が可能となる。
- 宴会場と難易度「EASY」が廃止。
- BASICの難易度に1と2が追加。
- スタンダード譜面のMASTER/Re:MASTERはEXPERT譜面をS以上でクリア（解禁）しなくてプレイできるようになった。なお、でらっくす譜面はでらっくすパスを使用するか、2人プレイで相手が解禁している時以外は解禁が必要。
- RATINGの表記が替わった。
  - FiNALEまでは20.00(例)という表記だったが、最大5桁(例：10000 小数点なし)へ変更された。
- スコア計算が変わった。全譜面の最大達成率理論値が101.0000%に統一。
- 達成率に応じたランクの微変更。
  - EとFの評価がなくなり、新たにBBとBBBが追加。
  - 旧ランクF、EはDに統合された。ランクCの範囲は達成率40.0000%以上60.0000%未満から達成率50.0000%以上60.0000%未満と厳しくなり、40.0000%以上50.0000%未満はランクDへ降格。また、旧ランクBはB、BB、BBBと細分化された。SSS+は理論値から100.5000%以上へ変更された。
- 演奏画面でPVが流れていた楽曲の多くがジャケット固定へ変更。
- ジャンル「SEGA」、「オリジナル＆ジョイポリス」の曲が「オリジナル」に統合。また、「ゲーム＆バラエティ」が「バラエティ」へ変更。

### maimai でらっくす PLUS
- 2020年1月23日稼働開始。
- でらっくすで休止していた、全譜面CLEAR・FULL COMBO・SSS・100％SYNC、ALL PERFECTの各ネームプレートが実装された。
- ジャンル「オリジナル」が、「maimai」「オンゲキ＆CHUNITHM」「ゲーム＆バラエティ」に分割された。そのため、ジャンル「バラエティ」が「ゲーム＆バラエティ」に戻された。
- EXPERTの難易度に13、MASTERの難易度に14と14+、Re:MASTERの難易度に14+と15が追加。
- パートナー機能追加。1日1回のスタンプを10個集めるとパートナーを選べる。

### maimai でらっくす Splash
- 2020年9月17日稼働開始。
- maimaiシリーズ初の復活楽曲が出現。
- 新機能「パーフェクトチャレンジ」が追加。MiLKPLUSまでの「チャレンジトラック」と似たモードで、「チャレンジトラック」は各クレジットの楽曲を全てS以上でクリアした際に、最終トラックで出現した（2人以上プレイではTRACK1から）が、「パーフェクトチャレンジ」では、ちほーの課題曲としてパーフェクトチャレンジが出現し、「PERFECT CHALLENGE」カテゴリが出現する。そのためTRACK1から選曲することが可能である。なお、ふりーだむモードでパーフェクトチャレンジをプレイできるのは6回までで、その後はそのクレジット中は消滅する。
- EXPERTの難易度に13+が追加。
- 「POPS＆アニメ」の一部楽曲のPVが削除され、ジャケット固定になった。
- パートナーにらいむっくまとれもんっくまが追加。

### maimai でらっくす Splash PLUS
- 2021年3月18日稼働開始。
- 廃止されていた「段位認定モード」が復活。モードセレクト画面に「段位認定モード」が登場し「段位認定」と「ランダム段位認定」の二つがある。「段位認定」は決められた4曲連続で遊ぶことができる。最後までLIFEが残っていれば、段位合格となる。さらには「ランダム段位認定」は何の曲が出るかわからないようになっている。
- 「チケット機能」が追加。クレジットで購入したり、段位認定モードやフリーダムモードでもらえるが可能。
- 「オトモダチ対戦」がリニューアルして、「クラス」が追加。「クラス」はB5~LEGENDまでの26段階となっており、対戦に勝つとクラスアップする。
- 「オトモダチ対戦」の伝導楽曲「Heavenly Blast」が登場。

### maimai でらっくす UNiVERSE
- 2021年9月16日稼働開始。
- 「オトモダチ対戦」がシリーズ開催化。シーズン期間中は、オトモダチ対戦をしてシーズンポイントを獲得する。一定ポイント到達やランキング上位入賞で豪華商品をゲットすることができる。
- 10月1日の補足で、次のシーズンが開催されるまでの間は、オトモダチ対戦自体がプレイできなくなる。次のシーズンが開催されることで、オトモダチ対戦もプレイできるようになった。各シーズンで新たなシーズンポイント報酬があり、シーズン開催中に獲得できなかった報酬は、次のシーズンでも獲得可能となる。
- 「電子決済」に対応できるようになった。

| nanaco | 楽天Edy | WAON   | PASELI     | iD            |
| Kitaca | Suica   | PASMO  | TOICA      | manaca/マナカ |
| ICOCA  | SUGOCA  | nimoca | はやかけん |               |

- 「段位認定モード」の段位がすべてリセット。
- 「オトモダチ対戦」のクラスが稼働後の開始クラスがLEGEND~SSS5がSS5、SS1~SS5がS5、S1~S5がA5、A1~A5とB1~B5がB5になる。
- 伝導楽曲の「Heavenly Blast」が開放。
- パートナーにしゃま(ゆにばーす)とみるく(ゆにばーす)が追加。
- 一部ちほーと楽曲の削除。
- 「すたんぷカード」の報酬追加。

### maimai でらっくす UNiVERSE PLUS
- 2022年3月24日稼働開始。
- 新たな楽曲とちほー（BLACK ROSEちほー、BLACK ROSE 5ちほー）追加。
- 「すたんぷカード」で二人でプレイする際、2つスタンプがもらえるようになった。

### maimai でらっくす FESTiVAL
- 2022年9月15日稼働開始。
- 遊ぶ楽曲を自動で選んでくれる「ランダムセレクト」機能の追加。
- 「オススメ」のカテゴリの追加。

### maimai でらっくす FESTiVAL PLUS
- 2023年3月23日稼働開始。

### maimai でらっくす BUDDiES
- 2023年9月14日に稼働を開始した。同一筐体にて2人でプレイした際のスコアがランキング化される「2人プレイランキング」や、その際に必ず付与される「SYNC」マークが追加された。また、「maimai でらっくす」にて削除された「宴会場」が復活した。他にも、
- プレイヤーネームで「ひらがな」「カタカナ」が使用可能に
- タップスピード、タッチスピードがそれぞれ0.25刻みで調整可能に
- ソート設定に「BPM順」が追加

といった変更がなされた。

### maimai でらっくす BUDDiES PLUS
- 2024年3月21日に稼働を開始した。「ウィークリーミッション」および、そのクリア報酬として入手できる「maiマイル」が追加された。maiマイルは各種ゲーム内チケットと交換可能。また、パートナーとの親密度システムも追加され、maiマイルと交換可能なプレゼントを渡すことで上げることが可能[20]。

### maimai でらっくす PRiSM
- 2024年9月12日稼働開始。
- BUDDiES PLUSまでは、各トラックごとに行われていた、ちほー進行の演出や進行距離の計算が、最終トラック終了後にまとめて行われるようになった。

### maimai でらっくす PRiSM PLUS
- 2025年3月13日稼働開始。
- トラックスキップにオート/ライバルスコアが追加された。
- ムービーの明るさ「ふつう」について、従来の「ふつう」よりも少し暗く表示され、従来の「ふつう」に相当する明るさは、今作から「やや明るい」になった。
- 判定表示に「タイプ2-F」「タイプ4-E」が追加された。
- 楽曲「Help me, ERINNNNNN!!」の表記が、今作から「Help me, ERINNNNNN!!（Band ver.）」になった。
- 大型イベント「KALEIDX SCOPE」の最終ステージにて、初のロング楽曲かつ、史上3曲目のRe:MASTERがLV.15の楽曲である、「Xaleid◆scopiX」が収録された。本楽曲は、1クレジットにつき遊べる曲数である3曲分のうち、2曲分を消費してプレイできる。
- 大型イベント「KALEIDX SCOPE」の最終ステージにて、画面中央以外に配置されたTOUCH HOLDノーツが初登場した。

## 動画サイトとの連動（FiNALE以前）
maimai FiNALE以前は、アーケードゲームとしては初めて、プレーの様子をニコニコ動画へ動画として直接投稿できるようになっていた。この機能はmaimai でらっくすでの筐体刷新に伴って廃止された。
1プレーにつき1回投稿でき、一部の録画不可楽曲を除いた楽曲を選択すると自動的に録画が開始され、プレー終了後に投稿の準備を行うか確認される。そこで許可するとニコニコ動画への投稿準備が行われ、そのクレジットで録画・投稿が行えなくなる。拒否すると録画された動画は削除され、再度録画が可能。投稿準備された動画はmaimaiNETで手続きを行うことで、実際にニコニコ動画にアップロードされる。
ニコニコ動画のアカウントが通常会員であれば1日あたり1つの動画を投稿できる。ただし、その日のアップロード受付状況によっては、その日の受付を終了することもある。プレミアム会員であれば1日あたり2つの動画を投稿でき、アップロード受付状況に関わらずアップロードできる。
当初はアップロードされた動画は残り続けていたが、ニコニコ動画運営側からの要請により以下の制限がかけられた。
- 2014年12月1日以降にアップロードされた動画は90日間公開される。90日経過後、再生数が100未満であれば動画は削除、100以上であればそのまま公開される。
- それ以前にアップロードされた動画は2015年3月1日の時点で再生数が100未満であれば動画は3月2日以降順次削除される。

カメラは筐体上部のサブモニターの横に飛び出るようについており、小型モニターも備えてある。カメラが設置されていない筐体または何らかの理由でゲーム側で認識されない場合は録画・投稿機能が使えない。その際はアドバダイズ画面でその旨が表示される。

## メディア
maimaiオリジナルソング（いわゆる「オリジナル・サウンドトラック」）をiTunesまたはAmazon MP3で配信している。
- maimai SEGA Sounds, Vol.1 -ウキウキ・わくわく・パック-（2012/11/28配信開始）
- maimai SEGA Sounds, Vol.2 -アダルト・ヒーリング・パック-（2012/11/28配信開始）
- maimai SEGA Sounds, Vol.3 -SEGAのゲームは宇宙イチィィィ パック-（2013/06/26配信開始）
- maimai SEGA Sounds, Vol.4 -ｍaimaiちゃんがえらんじゃったよ～ パック-（2013/07/03配信開始）
- maimai GreeN + HALFPIPE TOKYO/JOYPOLIS Vol.01（2013/08/21配信開始）
- maimai SEGA Sounds, Vol.5 -GreeNはじめました～！ パック-（2013/09/04配信開始）
- maimai SEGA Sounds, Vol.6 -Endless de ばっきゅん！泣き虫、ぴぴぱぷぅパック-（2013/09/25配信開始）
- maimai GreeN + HALFPIPE TOKYO/JOYPOLIS Vol.02（2014/04/09配信開始）

- maimaiゴージャス★つめあわせBOX（2014/09/30発売）
  - 歴代のオリジナル曲を収録したCD、背景ムービーを収録したDVD、オリジナル手袋、ICカードステッカー、特製ファンブックがひとつになった集大成的商品。
  - このアイテムのみ楽曲配信ではなく、インターネット通販などでの取り扱いとなる。

- maimai でらっくす ベストアルバムちほー(2021/12/3発売)
  - 「maimai でらっくす」～「maimai でらっくす Splash PLUS」のオリジナル曲(ロングVer.含む)・システムBGMに加え、「maimai MURASAKi」～「maimai FiNALE」のシステムBGMを収録。

- 言ノ葉プロジェクト ～詠唱集～(2019/8/14発売)
  - 2015年～2017年までmaimai・チュウニズムを中心に、音楽に合わせたストーリー・小説などを展開した「言ノ葉プロジェクト」1stシーズンのベストアルバム。ドラマパートもついており、主人公の葛葉ツカサを前野智昭が演じている。